# Tham nhũng ở Nga
Tham nhũng ở Nga là một vấn đề nghiêm trọng tác động đến đời sống của công dân Nga. Tham nhũng đã thâm nhập tất cả các cấp chính quyền và hầu hết các khía cạnh khác trong đời sống ở Nga. Tổ chức Minh bạch Quốc tế xếp hạng Nga thứ 136 trong báo cáo Chỉ số nhận thức tham nhũng năm 2014. Theo nhà kinh tế Alexandra Kalinina, mặc dù số điểm cải tiến, tham nhũng ở Nga vẫn "không phải là một vấn đề, nhưng là một doanh nghiệp".